# Parafia Najświętszego Serca Pana Jezusa w Bolesławcu
Parafia Najświętszego Serca Pana Jezusa w Bolesławcu – parafia rzymskokatolicka w dekanacie Bolesławiec Zachód w diecezji legnickiej. Jej proboszczem jest ks. Józef Hupa. Obsługiwana przez księży diecezjalnych. Erygowana w 1994.